# Ведрина
Ведрина (болг. Ведрина) — село в Болгарии. Находится в Добричской области, входит в общину Добричка. Население составляет 591 человек.

## Политическая ситуация
В местном кметстве Ведрина, в состав которого входит Ведрина, должность кмета (старосты) исполняет Елена Статева Друмева (независимый) по результатам выборов.
Кмет (мэр) общины Добричка —   Петко Йорданов Петков (Болгарская социалистическая партия) по результатам выборов.